# Ruby, Gold and Malachite
Ruby, Gold and Malachite (Rubino, oro e malachite) è un olio su tela dipinto dal ritrattista britannico ottocentesco Henry Scott Tuke nel 1902; raffigura sei maschi adolescenti - dentro ed attorno ad una barca - mentre stanno facendo il bagno in mare nudi o seminudi. E stato dipinto nei pressi di Falmouth (Cornovaglia) ed esposto per la prima volta alla "Royal Academy summer exhibition" di Piccadilly quello stesso anno, assieme ad altre sue due opere: "The Run Home" e "Portrait of Alfred de Pass". È stato uno dei suoi più grandi successi e fa parte di quell'ampia serie di opere raffiguranti ragazzi nudi in spiaggia.
L'artista ha utilizzato come modelli regolarmente gli stessi ragazzi, tra cui i fratelli Richard e Georgie Fouracre, Bert White, Harry Cleave e Charlie Mitchell (qui è colui che si riposa, visto di spalle, sopra le rocce). Critici e commentatori notano la vicinanza di Tuke col movimento dei poeti uraniani per la forte carica di omoerotismo che pervade le sue creazioni.
Acquistato dalla corporazione della Città di Londra, la tela può essere oggi ammirata alla Guildhall Art Gallery.

## Storia
.

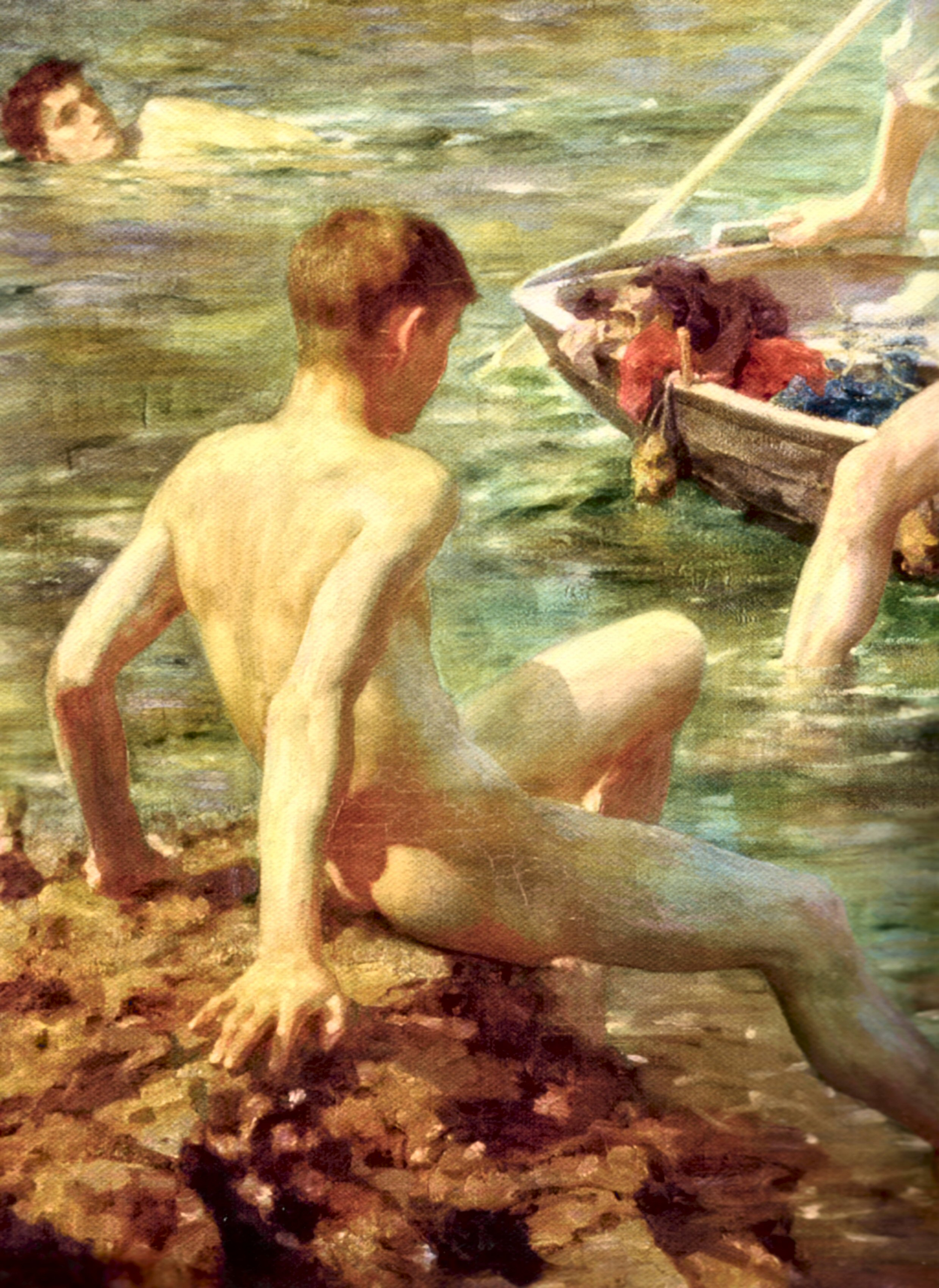
Un dettaglio da Ruby, Gold and Malachite. Il modello è Charlie Mitchell (1885-1957), che è stato barcaiolo personale di Tuke per più di 30 anni. Nel suo testamento il pittore gli lasciò in eredità mille sterline.

Pur essendo nato a York nel 1858, la sua famiglia si trovò costretta a trasferirsi l'anno seguente a Falmouth, nel tentativo di guarire - grazie al clima più mite - la tubercolosi che affliggeva il padre del futuro pittore, lo psichiatra Daniel Hack Tuke. Mostrando un talento precoce per l'arte, studio prima a Londra (1874-79) e poi a Parigi (1881-83); dopo aver viaggiato in Italia tornò nella città della propria infanzia ed identificandosi presto come uno dei membri di spicco della Scuola di Newlyn.
La stragrande maggioranza delle sue opere rappresentano ragazzi o giovani uomini, ritratti per lo più nudi, in mare o sulla riva lungo la spiaggia, ma solitamente in una posizione tale che i genitali rimangono nascosti alla vista.

### Accoglienza e fama postuma
Le immagini di giovani maschi nudi al di fuori di un contesto classico non erano generalmente considerate come accettabili in questo periodo, con l'eccezione notevole data proprio dalle rappresentazioni di balneazione; un altro esempio di rilievo è dato da The Swimming Hole (1883-5) dello statunitense Thomas Eakins. Eletto nel 1900 come associato alla Royal Academy of Arts, ne divenne membro a pieno titolo nel 1914.
La sua opera rimase popolare e relativamente conosciuta per tutta l'età edoardiana e fino alla prima guerra mondiale; quasi completamente dimenticato morì nel 1929. Il suo lavoro ha riconquistato popolarità e fama dopo esser stata riscoperto negli anni '70 da quegli appassionati d'arte appartenenti alla prima generazione che poteva professarsi apertamente gay, questo grazie soprattutto al movimento di liberazione omosessuale.

## Descrizione e stile
Vengono raffigurati sei adolescenti al largo di Newporth Beach, nei pressi di Falmouth, in un giorno d'estate; tre stanno su una barca a remi, due sono in acqua mentre uno si trova ancora a riva sul litorale: non viene mostrato l'orizzonte, il che rende lo spazio più chiuso ed intimo.
Quattro dei soggetti sono completamente nudi: quello in alto a sinistra si trova immerso nell'acqua fino al collo, un altro in alto a sinistra si riposa sulle rocce, quello in basso a destra sta a guado in piedi tenendo la barca, infine quello al centro sta seduto ad uno dei lati della barca. Gli altri due indossano degli abiti; uno sta in piedi nella parte posteriore dell'imbarcazione, ha lunghi pantaloni bianchi ed imbraccia un remo; l'ultimo sta seduto al centro della barca, con una maglietta rossa e pantaloni e cappellino bianco.
Il dipinto è soggetto ad ambiguità e può essere letto in diversi modi: come celebrazione della mascolinità atletica, come rappresentazione dell'innocenza e purezza della gioventù (perfettamente inconsapevole entro un ambiente naturale), l'immagine d'un perduto idillio rurale con reminiscenze d'Arcadia, ma anche come una rappresentazione dei figli dell'impero britannico ai tempi della guerra anglo-boera, o infine come celebrazione del piacere e critica implicita proprio del militarismo e della militarizzazione della gioventù maschile.

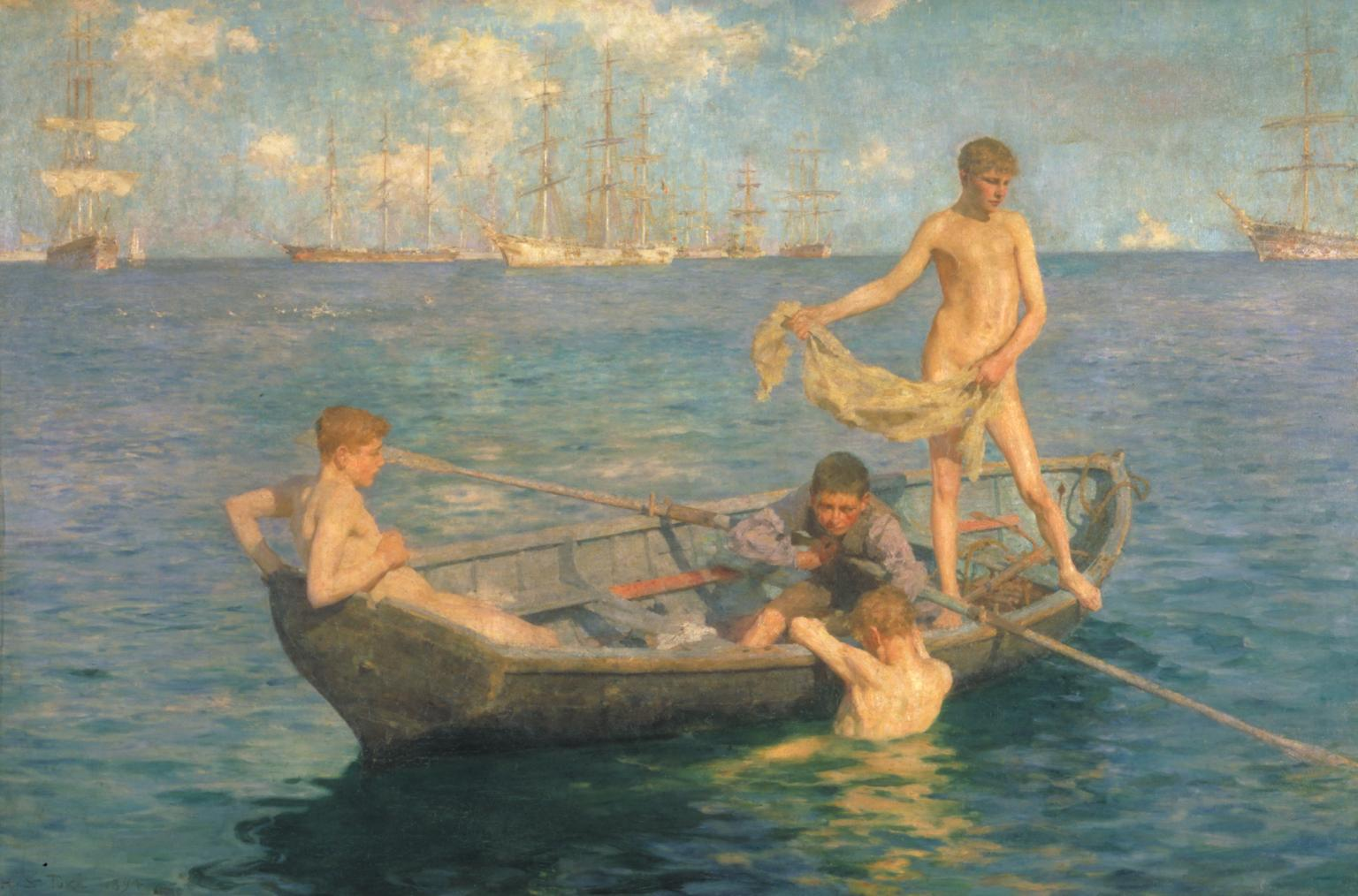
August Blue (1893-4), Tate Britain.

### Il titolo
Con "Oro, rubino e malachite" ci si riferisce ai toni rossi, gialli e verdi utilizzati nel lavoro; ma è anche eco di un saggio di John Addington Symonds e può far inoltre riferimento ai versi d'apertura della poesia di Algernon Swinburne intitolata "The Sundew" (1866): "A little marsh-plant, yellow-green, / And pricked at lip with tender red". Viene qui descritto un appuntamento amoroso all'interno d'una palude, fatto che è testimoniato da una solitaria drosera; la stessa poesia era stata l'ispirazione anche per un'altra delle opere marine di Tuke, August Blue (Agosto blu) del 1894, il cui titolo è una citazione presa dai versi di chiusura.

## Serie marina
Ruby, Gold and Malachite, assieme anche ad August Blue, fa parte come già detto dell'ampia serie di quadri di Tuke ritraenti adolescenti maschi nudi in spiaggia, molti dei quali eseguiti utilizzando come modelli gli stessi ragazzi: tra questi si possono citare "The Bathers", "Noonday heat", "Lovers of the sun (Midsummer Morning)", "July sun" e "The Blue Jacket".

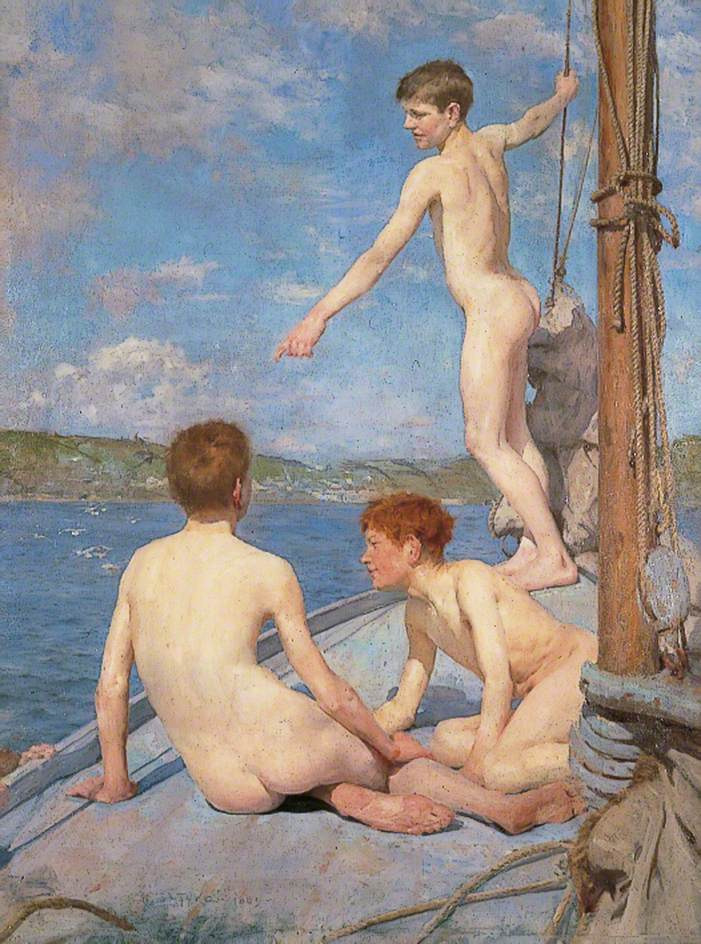
The Bathers, 1889
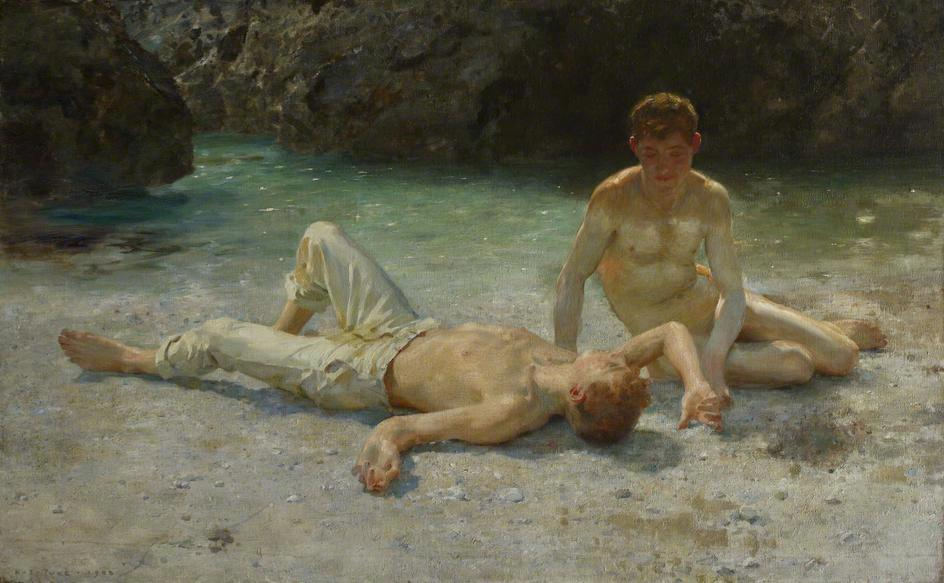
Noonday heat, 1902
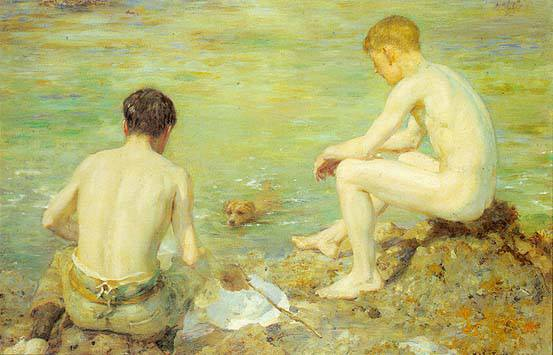
The three companions, 1905
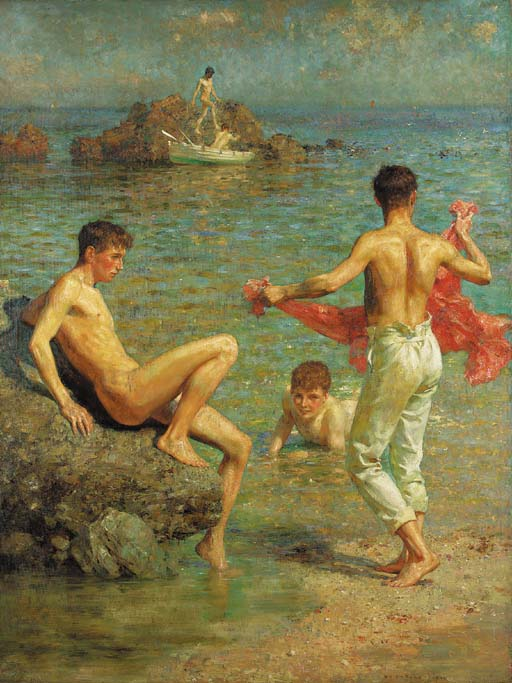
Gleaming waters, 1910
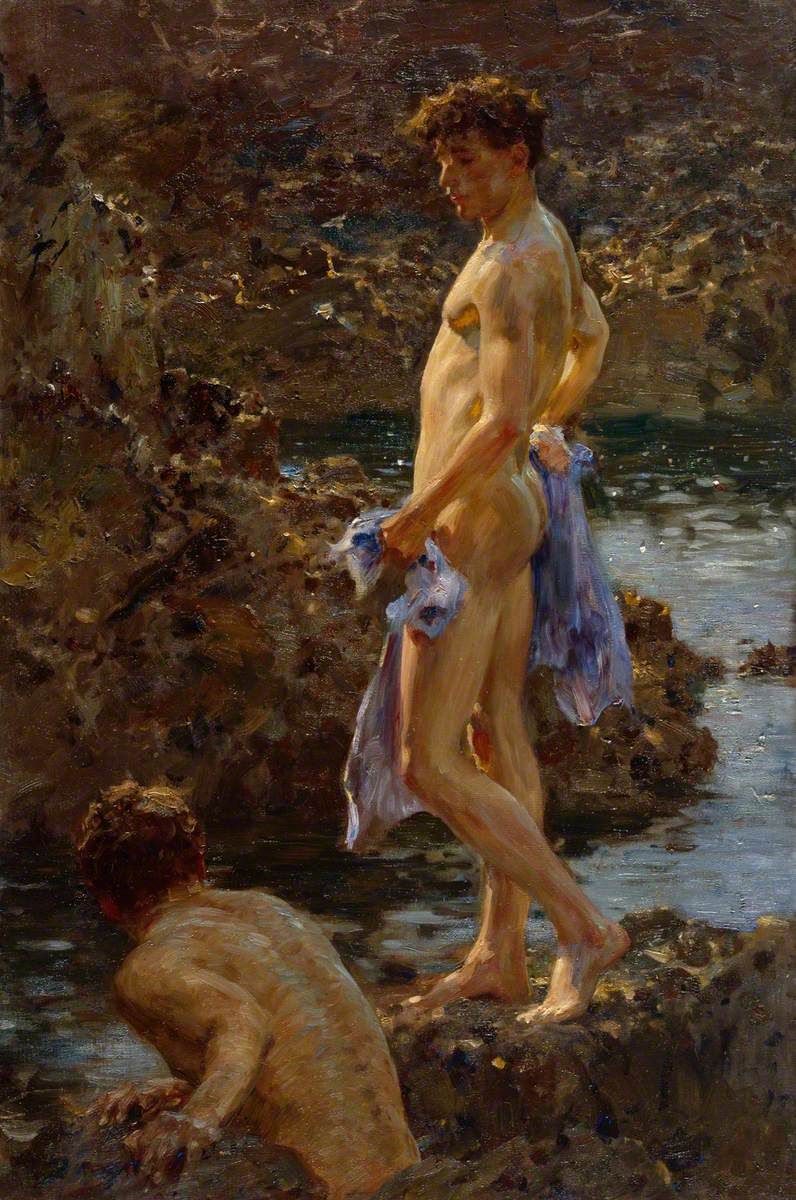
A Bathing Group, 1914
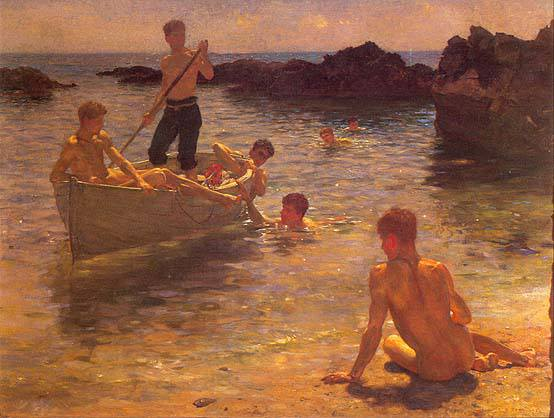
Morning splendour, 1921
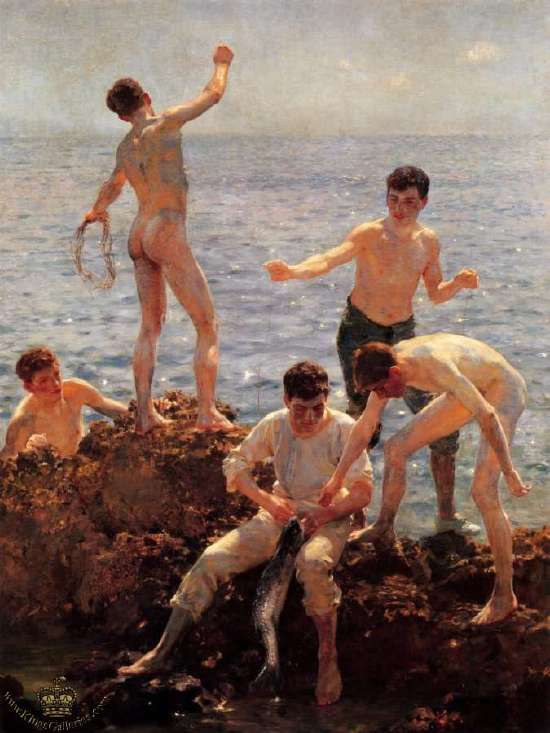
Lovers of the sun (Midsummer Morning), 1922